# Ida Wied
Ida Wied (* um 1538 vermutlich in der Grafschaft Wied; † 1601 im Kloster Beselich) war von 1578 bis 1588 und von ca. 1599 bis 1601 Äbtissin („Verweserin“) des Prämonstratenserinnenklosters Beselich. Die konfessionellen Auseinandersetzungen des 16. Jahrhunderts fanden in ihrem Leben und Wirken einen für eine Ordensfrau zeittypischen Niederschlag.

## Herkunft
Im November 1538 übergab die Gräfin-Witwe Elisabeth von Wied, Gemahlin des 1533 verstorbenen Grafen Johann III. von Wied-Runkel, ein Kind mit Namen „Itgen“ (= Idachen), versehen mit einer ansehnlichen Dotation zur Erziehung, den Klosterfrauen des Prämonstratenserinnenklosters Beselich, über das die Grafen von Wied-Runkel die Aufsicht ausübten. In den zeitgenössischen Quellen wird das Mädchen „Ittgen Wieda“, „Ida Wiede“, „Ida Wiedt“ o. ä. genannt. Der Nachname „Wied“ o. ä. wird nach einer im 16. Jahrhundert gebräuchlichen Sitte als Angabe der geographischen Herkunft zu verstehen sein, sinngemäß also: Ida aus Wied. Über die Eltern Idas fehlen zeitgenössische Quellen.

## Klosterfrau und Äbtissin
Ida entschied sich nach gut einem Jahrzehnt, im Kloster Beselich zu bleiben und dem Prämonstratenserinnenorden beizutreten. Am 18. November 1549 wurde sie eingekleidet. Die junge Ordensfrau scheint sich in ihrem Stand bewährt zu haben, denn im Jahr 1570 bemühte sich die Äbtissin des Zisterzienserinnenklosters Marienthron bei Wehrheim im Taunus darum, Ida als Lehrmeisterin für ihr Kloster zu gewinnen. Doch die Beselicher Äbtissin wie auch Ida selbst lehnten dieses Angebot ab, und Ida verblieb in ihrem Heimatkloster Beselich. 1578 wird Ida als Äbtissin („Verweserin“) des Klosters Beselich bezeugt. Diese Würde wurde ihr vermutlich 1577, nach dem Tod ihrer Vorgängerin, übertragen. Die Reformation, die sich um die Mitte der 1540er Jahre nach lutherischer Prägung in der Grafschaft Wied durchgesetzt hatte, scheint die Lebensordnung des Klosters Beselich zunächst kaum berührt zu haben. Eine Quelle des Jahres 1596 nennt zwar Graf Johann IV. von Wied († 1581) den christlichen Reformator des Klosters, das geistliche Leben und das Chorgebet der Ordensfrauen aber blieben aller Wahrscheinlichkeit nach unangetastet. Im Jahr 1587 trat das Wiedische Grafenhaus zum Calvinismus über, und damit erfolgte der entscheidende Einschnitt in der Geschichte des Klosters. Graf Wilhelm IV. von Wied gab dem Kloster eine seiner Konfession entsprechende Ordnung und setzte reformierte Pfarrer als Mitverweser und Mitaufseher des Klosters ein. Die Entfernung der Ausstattung aus der Klosterkirche und die Unterbindung des Chorgebetes, indem den Klosterfrauen der Zugang zum Chor versagt wurde, scheinen den energischen Protest Idas hervorgerufen zu haben. Daraufhin wurde Ida ihres Amtes als Äbtissin enthoben, und der bisherigen Priorin wurde dieses Amt übertragen. Ida blieb aber weiterhin im Kloster, und 1588 unterzeichnete sie noch Pachtverträge des Klosters gemeinsam mit der neuen Äbtissin. Danach verlieren sich Idas Spuren im Dunkeln.

## Späte Jahre
Erst 1599 erscheint sie wieder neben dem Vorsteher des Klosters in leitender Funktion. Die Tage des Klosters Beselich indessen waren gezählt, da ihm unter dem reformierten Landesherrn der Lebensnerv genommen worden war. Am Ende des 16. Jahrhunderts war das Kloster nahezu entvölkert; nur noch wenige alte Ordensfrauen lebten dort. Geistlich und wirtschaftlich war das Kloster dabei so heruntergekommen, dass Graf Wilhelm IV. von Wied ihm 1600 eine neue Ordnung gab. Diese Ordnung aber konnte das Ende nicht mehr aufhalten. Ida erlebte es nicht mehr. Sie starb 1601. 1615 wurde das Kloster in ein Landeshospital verwandelt. Damit endete die Geschichte des um 1170 gegründeten Klosters Beselich. Das Anwesen ging in den Besitz des Jesuitenkollegs in Hadamar über.

## Geschichtsschreibung
Mit der Übernahme Beselichs durch den Jesuitenorden kam das Archiv des Klosters nach Hadamar in das dortige Jesuitenkolleg. Die dort 1640 verfasste Chronik des Klosters Beselich ist ganz im Geiste gegenreformatorischer Propaganda verfasst. Ida wird nunmehr als „Ida von Wied“ bezeichnet und zur „natürlichen Tochter des Grafen Wied“ hochstilisiert. Dabei blüht auch die Legendenbildung. So sei Ida mit einigen standhaften Mitkonventualinnen, die sich den reformatorischen Neuerungen widersetzten, in ein lichtloses Gefängnis geworfen und jeder Kontakt zur Außenwelt sei unterbunden worden, bis Graf Wilhelm IV. von Wied ihr schließlich wieder die Freiheit gegeben habe. Geistlich gestärkt von den Franziskanern aus Limburg, sei Ida standhaft bei ihrem alten Glauben geblieben und in diesem Glauben gestorben. Die Behauptung, Ida sei eine illegitime Tochter des Hauses Wied, könnte zwar einen Anhaltspunkt haben an der Tatsache, dass die Gräfin-Witwe Elisabeth von Wied 1538 Ida bei deren Übergabe an das Kloster Beselich mit der üppigen Mitgift von 500 fl. in Gold ausstattete, ein Beweis ist dies aber nicht. Die Behauptung der Abstammung Idas von einem Grafen von Wied lebte indessen bis in das 20. Jahrhundert fort – jedoch mit falscher Quellenangabe als Beleg.